# Gemäldeuntersuchung

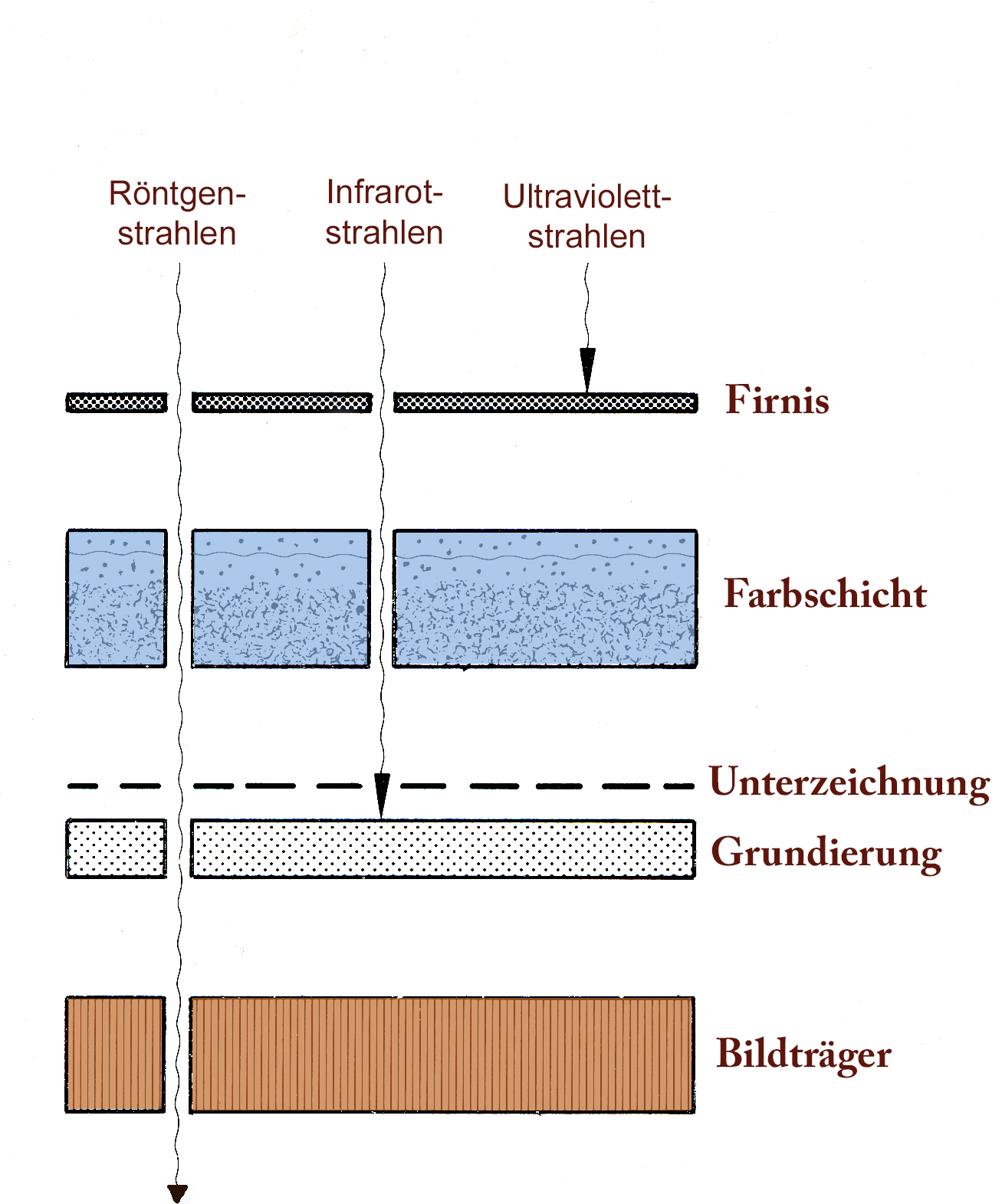
Die Grafik zeigt das Durchdringungsvermögen der UV-, Infrarot- und Röntgenstrahlen bei einem Gemälde.

Die Gemäldeuntersuchung ist ein Verfahren der Kunstwissenschaft, bei dem Gemälde hinsichtlich Stil, Inhalt, Herkunft, Material und Erhaltungszustand eingeordnet, bestimmt und zugeschrieben werden. Sie gliedert sich in kunstwissenschaftliche Untersuchungsmethoden wie Stilkritik, Formanalyse, Ikonografie, Ikonologie und Untersuchungen zur Kunsttechnologie, die etwa seit Beginn des 19. Jahrhunderts auch durch naturwissenschaftlichen Untersuchungsmethoden gestützt werden. Die naturwissenschaftlichen Untersuchungsmethoden lassen sich gliedern z. B.: in physikalische und chemische Untersuchungen, in Oberflächen- und Tiefenuntersuchungen, oder, wie es hier versucht werden soll, in Punkt- und Flächenuntersuchungen. Unter Punktuntersuchung versteht man die Untersuchung von (meist) entnommenem Material, um daraus für einen bestimmten Punkt / Fläche eine Aussage machen zu können. Zu den Punktuntersuchungen gehören: Pigmentuntersuchungen, Bindemitteluntersuchungen, Farbquerschnittuntersuchungen und Bildträgeruntersuchungen. Unter Flächenuntersuchung versteht man die Betrachtung eines Gemäldes in den verschiedenen sichtbaren und unsichtbaren Strahlungsbereichen des elektromagnetischen Spektrums. Sie lässt sich in Oberflächen- und Tiefenuntersuchung unterteilen. Zur Oberflächenuntersuchung zählen die Auflichtuntersuchung, die Streiflichtuntersuchung, die Untersuchung mit dem Stereomikroskop (Makrountersuchung), die Untersuchung mit gefilterten und nicht gefilterten ultravioletten Strahlen (UV-Untersuchung), und die Untersuchung mit der Natriumdampflampe. Zu den Tiefenuntersuchungen gehören die Untersuchung mit infraroten Strahlen (Infrarotfotografie, Infrarotreflektografie) und die Untersuchung mit Röntgenstrahlen (Röntgenuntersuchung).

## Geschichte
Die Anfänge der kunstwissenschaftlichen Untersuchung von Gemälden sind vermutlich bei Giorgio Vasari (1511–1574) zu suchen, der als Vater der Kunstgeschichte gilt. Erst im 19. Jahrhundert veränderte der italienische Naturwissenschaftler und Arzt Giovanni Morelli die bis dahin überwiegend auf Quellenkritik und Urkundenforschung aufbauende Kunstgeschichtsforschung. Er versuchte den Künstler nicht an den leicht nachahmbaren Merkmalen wie Komposition und Farbgebung zu identifizieren, sondern daran wie z. B. eine Hand, ein Auge ein Ohr etc. gemalt sind. In diesen Details versuchte er die persönliche „Handschrift“ eines Künstlers zu erkennen. Er gehört damit zu den Vätern der stilkritischen Analyse (Stilkritik).
Die Anfänge der naturwissenschaftlichen Untersuchung finden sich im frühen 19. Jahrhundert, als die Gelehrten Jean-Antoine Chaptal (1809) in Frankreich und Sir Humphry Davy in England (1815) Pigmente pompejanischer Wandmalerei untersuchten. Aber erst in den neunziger Jahren des 19. Jahrhunderts, etwa achtzig Jahre später, nahm die naturwissenschaftliche Untersuchung mit dem Engländer Arthur Pillans Laurie (1861–1949) ihren eigentlichen Anfang. Angeregt durch einen der berühmtesten Maler des Viktorianischen Zeitalters, William Holman Hunt, begann Laurie sich den naturwissenschaftlichen Fragen der Malerei zuzuwenden. Von Haus aus Chemiker beschäftigte er sich nicht nur mit der Bindemittel- und Pigmentanalyse, sondern auch mit der Untersuchung der Gemäldeoberfläche im Makrobereich (Makrountersuchung). 1930 berichtete er vor der Internationalen Museumskonferenz in Rom über seine Untersuchungsergebnisse. In einer Resolution wurde die Bedeutung von Makrofotos als Hilfe bei Zuschreibungen (Stilkritik) anerkannt. 1895 entdeckt Wilhelm Conrad Röntgen, dass Bleifarben Röntgenstrahlen absorbieren, 1896 durchleuchtet W. König die ersten Gemälde. 1913–1914 erforscht der Röntgenarzt Dr. Faber systematisch die Möglichkeiten der Gemälderöntgenuntersuchung. Das Verfahren Gemälde im Streiflicht zu untersuchen (Streiflichtuntersuchung) wurde in den 1920er-Jahren von Fernando Perez, einem kunstinteressierten Arzt entwickelt. Über die Untersuchung von Gemälden mit Hilfe gefilterter ultravioletter Strahlen (Ultraviolettuntersuchung) wird ab 1926 u. a. von R. Robls und F. A. Bather in ersten Veröffentlichungen, umfangreicher berichtet. Die ersten Veröffentlichungen zur Gemäldeuntersuchung mit Hilfe infraroter Strahlen (Infrarotuntersuchung) erschienen in den 1930er-Jahren von R. A. Lyon, F. Müller-Skjold / H. Schmitt und P. Coremans, die erste umfassende Veröffentlichung 1956 von Johannes Taubert.